# 3-й моторизованный корпус (вермахт)
3-й моторизованный корпус (нем. III. Armeekorps (mot.)), сформирован 21 марта 1941 года. 21 июня 1942 года переформирован в 3-й танковый корпус.

## Боевой путь корпуса
К исходу 21 июня 1941 года 3-й моторизованный корпус занимал следующее положение: 14-я танковая дивизия была подтянута головными частями к Войнславице (25 км сев.-зап. Устилуга); 13-я танковая дивизия находилась в лесах севернее Томашува — в 40—50 км от линии фронта; 25-я моторизованная дивизия — в районе Красностава — в 60 км от линии фронта.
С 22 июня 1941 года — участие в германо-советской войне, в составе группы армий «Юг».
К концу дня 23 июня 1941 года 3-й моторизованный корпус вышел к Владимир-Волынскому, но был задержан почти на неделю в ходе танкового сражения у  Дубно — Луцк — Броды.
Бои на Украине (Умань, Киев), затем в районе Ростова.
В 1942 году — бои на реке Миус.
В июне 1942 года на базе корпуса был сформирован 3-й танковый корпус (нем. III. Panzerkorps).

## Состав корпуса
| 21 марта 1941 года - 62-я пехотная дивизия; - 75-я пехотная дивизия. 19 июня 1941 года - 14-я танковая дивизия; - 44-я пехотная дивизия; - 298-я пехотная дивизия. - полк реактивных миномётов - 3 дивизиона 210-мм гаубиц - 2 дивизиона 150-мм пушек - 1 дивизион штурмовых орудий - моторизованный дивизион истребителей танков - батарея 60-го дивизиона 105-мм пушек - батарея 63-го дивизиона тяжёлых гаубиц - батарея дивизиона 240-мм гаубиц - моторизованный сапёрный батальон - сапёрный батальон (на лошадях) - два строительных батальона - дивизион лёгких зениток. | Июнь 1941 - 13-я танковая дивизия - 14-я танковая дивизия - 25-я моторизованная дивизия Сентябрь 1941 - 60-я моторизованная дивизия - Моторизованная дивизия СС «Викинг» - 198-я пехотная дивизия 17 ноября 1941 - 13-я танковая дивизия - 14-я танковая дивизия - 60-я моторизованная дивизия (придана из резерва командования (дислоцировалась северо-восточнее Таганрога)) - 1-я моторизованная дивизия СС «Лейбштандарт СС Адольф Гитлер». |

## Командный состав корпуса

### Командующий корпусом
- генерал кавалерии Эберхард фон Макензен